# Departamento de Oriente (Antioquia)
Oriente fue uno de los departamentos en que se dividía el Estado Soberano de Antioquia (Colombia). Fue creado el 23 de agosto de 1864, a partir del territorio de la provincia de Córdova. Tenía por cabecera a la ciudad de Marinilla. El departamento comprendía el territorio de las actuales regiones antioqueñas del Oriente y parte del Magdalena Medio.

## División territorial
El departamento al momento de su creación (1864) estaba dividido en los distritos de Marinilla (capital), Canoas, Carmen, La Ceja, Cocorná, Concepción, Guatapé, Puerto Nare, El Peñol, Rionegro, El Retiro, San Carlos, Santa Bárbara, El Santuario, San Vicente y Vahos.
Para 1875 se creó el distrito de San Rafael. A principios de la década de 1880 le fueron agregados los distritos de Abejorral y Sonsón del departamento del Sur, fueron creados los distritos de Guarne, San Luis y La Unión, y la capital departamental trasladada a Rionegro.